# Vecchia strada della Valcellina
La vecchia strada della Valcellina è il nome comune dato alla prima strada carrabile per l'accesso alla Valcellina dalla pianura. Inaugurata nel 1906 e dismessa nel 1992, dal punto di vista del sistema stradale italiano era un tratto della strada statale 251 della Val di Zoldo e Val Cellina, arteria che inizia a Portogruaro, in provincia di Venezia e che termina a Colle Santa Lucia, nell'Agordino.

## Descrizione

### Percorso originale
La strada collega Montereale Valcellina alla località Molassa (frazione di Barcis). Dalla località Molassa si raggiungeva Barcis attraverso una strada costruita nel 1897, quindi costruita prima della "vecchia strada", che attraversava la sella del Dint.

### Caratteristiche
Lunga circa 10 chilometri, è costruita per un lungo tratto sopra il canale adduttore per l'invio delle acque del Cellina agli impianti idroelettrici della valle. Passa sulla gola del torrente che presenta alti strapiombi, qualche tratto è scavato in galleria e in alcune parti è stata realizzata con delle sporgenze sullo strapiombo. La strada passa in prossimità di alcune grotte, le cosiddette Bus della Volpe e in prossimità di Barcis, attraversa il torrente Molassa.

## Storia

### Prima della strada
La costruzione della strada ebbe notevole importanza poiché prima della costruzione della stessa la Valcellina era accessibile solo con il sentiero di Sant'Antonio, che iniziava dal ponte di Ravedis.

### La possibilità di realizzare la strada
La possibilità di realizzare la strada è stata data alla costruzione dei primi impianti idroelettrici, ovvero la diga, il canale adduttore e la centrale di Malnisio, del torrente Cellina, giacché per costruire gli impianti era necessaria una strada di cantiere.

### Il progetto dell'ingegner Aristide Zenari
La società incaricata di costruire le opere non era però disponibile a prolungare la strada fino alla località Molassa, così l'ing. Aristide Zenari, il progettista degli impianti idroelettrici, si offrì di redigere il progetto e di dirigere i lavori per la costruzione dell'opera. Il 27 settembre 1901 i comuni di Barcis, Montereale Valcellina, Pordenone ed Aviano costituiscono un consorzio, con a capo Montereale Valcellina, per la costruzione della strada e la sua futura manutenzione. Nel 1903 l'ingegnere ha redatto un progetto, che prevedeva la costruzione della strada in tre tronchi:
| Tronco | Lunghezza   | Percorso                                                | Caratteristiche                                                   | Opere                                         |
| ------ | ----------- | ------------------------------------------------------- | ----------------------------------------------------------------- | --------------------------------------------- |
| 1      | 4.140 metri | cimitero di Montereale Valcellina - località Monciaduda | Sede stradale propria                                             | Un ponte                                      |
| 2      | 4.400 metri | località Monciaduda - diga                              | Sede stradale realizzata con calcestruzzo gettato sopra il canale | 3 gallerie, 57 tra ponti e arcate di sostegno |
| 3      | 1.040 metri | diga - Molassa                                          | Sede stradale propria                                             | 8 ponti                                       |

### L'inaugurazione
L'opera viene inaugurata nel 1906 dall'ing. Aristide Zenari.

### Varianti
Nel corso degli anni la strada ha avuto alcune varianti. Nel 1921 fu completata una galleria, situata nei pressi di Montereale Valcellina, che consentiva di risparmiare 2 chilometri. Nel 1922 fu completato un tracciato, di cui i lavori erano iniziati nel 1920, che passava lungo la gola del Cellina, che evitava la strada costruita nel 1897 della sella del Dint. Questo percorso, nel 1950, con la costruzione della diga di Barcis, fu ricostruito più in alto. Nel 1930 fu completato un collegamento con il ponte di Ravedis, verso Maniago.

### La dismissione
La vecchia strada della Valcellina è stata dismessa nel 1992, quando è stata sostituita da una variante costituita da tre moderne gallerie (di cui la più lunga è la galleria Fara, 3950 metri) e da due viadotti.

## Ambiente e turismo
Il complesso ambientale attraversato dalla strada fa parte della Riserva naturale Forra del Cellina, che è una zona tutelata.
Sono oggi in itinere progetti per riutilizzare la strada ad uso turistico, pedonale e ciclabile. Il tratto Ponte Antoi (Lago di Barcis) fino alla vecchia diga è stato recentemente messo in sicurezza e reso percorribile a orari e in periodi prestabiliti da pedoni e ciclisti. Il tratto a valle della vecchia diga, pur messo in sicurezza, non è ancora attualmente accessibile.